# Dörte Hansen

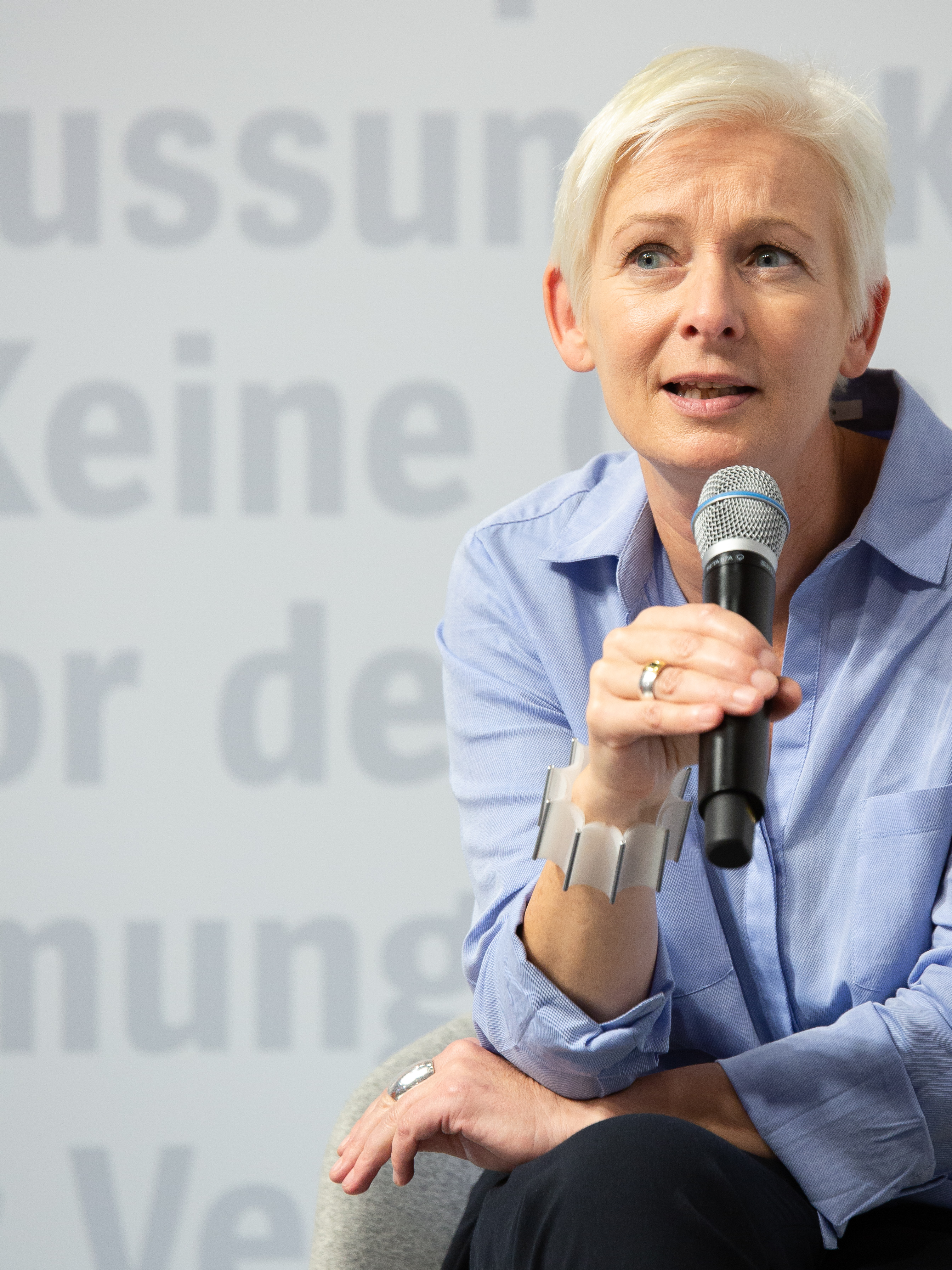
Dörte Hansen op de Frankfurter Buchmesse 2018

Dörte Hansen (Husum, 1964) is een Duitse auteur, journaliste en taalwetenschapper. Ze is bekend geworden door haar zeer goed verkopende en gelauwerde debuutroman Altes Land, die in Nederland in vertaling is verschenen als Het oude land.
Ze is opgegroeid in Högel in Noord-Friesland. Thuis werd alleen Platduits gesproken, pas op de lagere school leerde ze Standaardduits. Na de middelbare school ging ze naar de Christian Albrechts-Universiteit in Kiel, waar ze onder meer linguïstiek studeerde. In 1994 promoveerde zij aan de Universiteit Hamburg. Nadien werkte ze als journaliste bij tijdschriften en voor de radio. Van 2005-2016 woonde ze in Steinkirchen, gemeente Samtgemeinde Lühe in het  fruitteeltgebied Alte Land.

## Debuutroman
Haar in 2015 verschenen debuutroman Altes Land is gesitueerd op het platteland bij Hamburg, waaronder een tuindersbedrijf met kersenbomen in de streek Altes Land. Het verhaal gaat onder meer over stadsmensen die vanuit een geromantiseerd en geïdealiseerd idee over het simpele en eerlijke bestaan op het platteland naar dat platteland verhuizen of er als toeristen op bezoek gaan. Het tweede thema is dat van vluchtelingen. Een van de hoofdpersonen, Vera, is als kind met haar moeder na de Tweede Wereldoorlog gevlucht vanuit Oost-Pruisen, dat na de oorlog werd opgedeeld tussen de Sovjet-Unie en Polen waarbij de complete Duitse bevolking werd verdreven, en is zo op het Noord-Duitse platteland terechtgekomen. Bij aankomst werden ze wantrouwend en afwijzend bejegend. Zie voor de geschiedkundige achtergrond van dit thema het lemma Verdrijving van Duitsers na de Tweede Wereldoorlog.
In 2020 is deze roman in een tweedelige productie voor de televisie verfilmd.

## Werken
- Altes Land. Romandebuut. Knaus Verlag, München 2015. Ook verschenen in het Nederlands: Het oude land (vertaling Lucienne Pruijs), HarperCollins, Amsterdam 2016, ISBN 978-94-027-1330-5.
- Mittagsstunde. Roman, Penguin Verlag, München 2018.
- Zur See. Roman, Penguin Verlag, München 2022. Ook verschenen in het Nederlands: Naar Zee (vertaling Lucienne Pruijs), HarperCollins, Amsterdam 2023, ISBN 978-94-027-1284-1.

## Literaire prijzen
- 2015: lievelingsboek van het jaar van de onafhankelijke Duitse boekhandelaren (Altes Land)
- 2016: Usedomer literatuurprijs (Altes Land)